# イハゲー

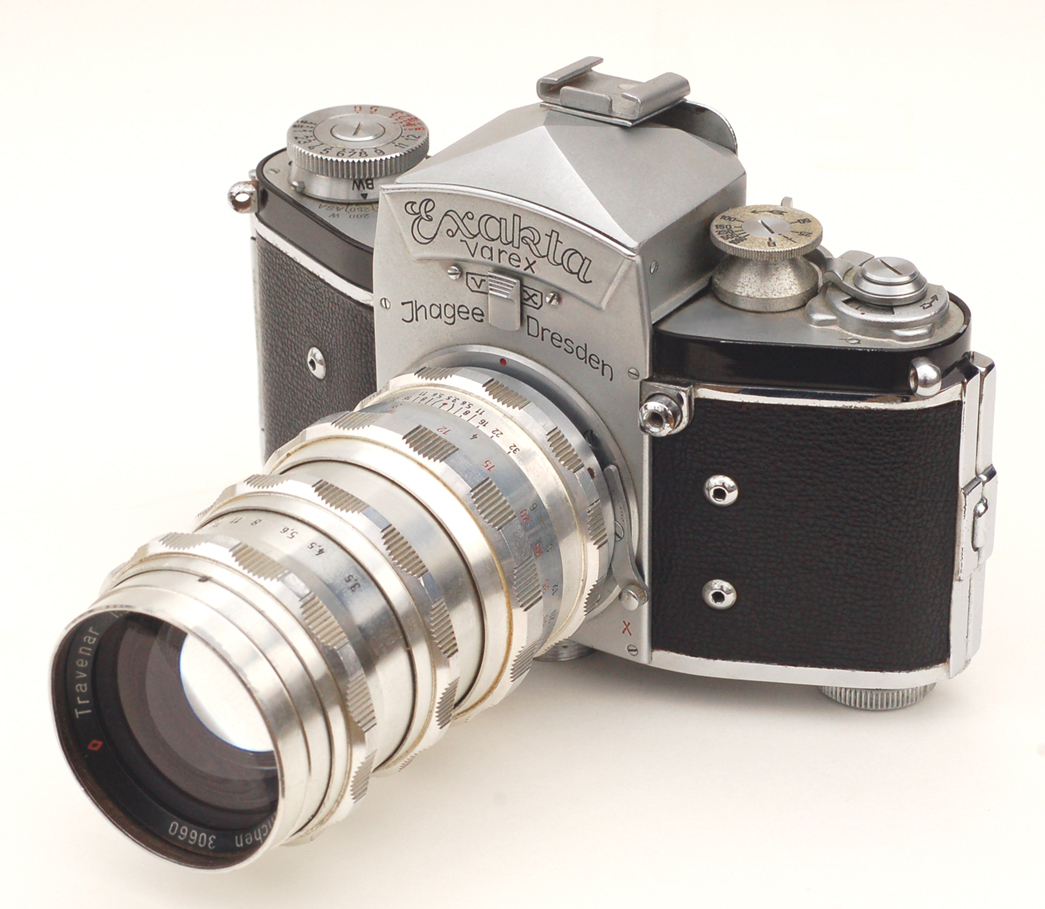
エキザクタ・ヴァレックス

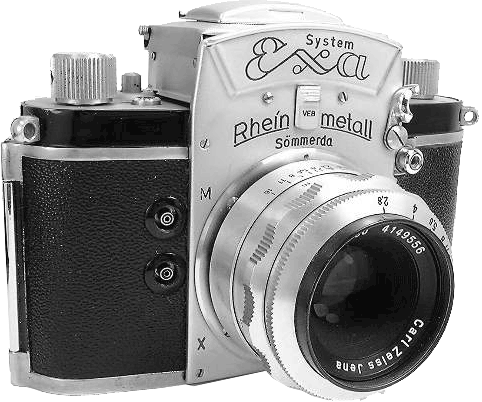
廉価版システム・エクサ

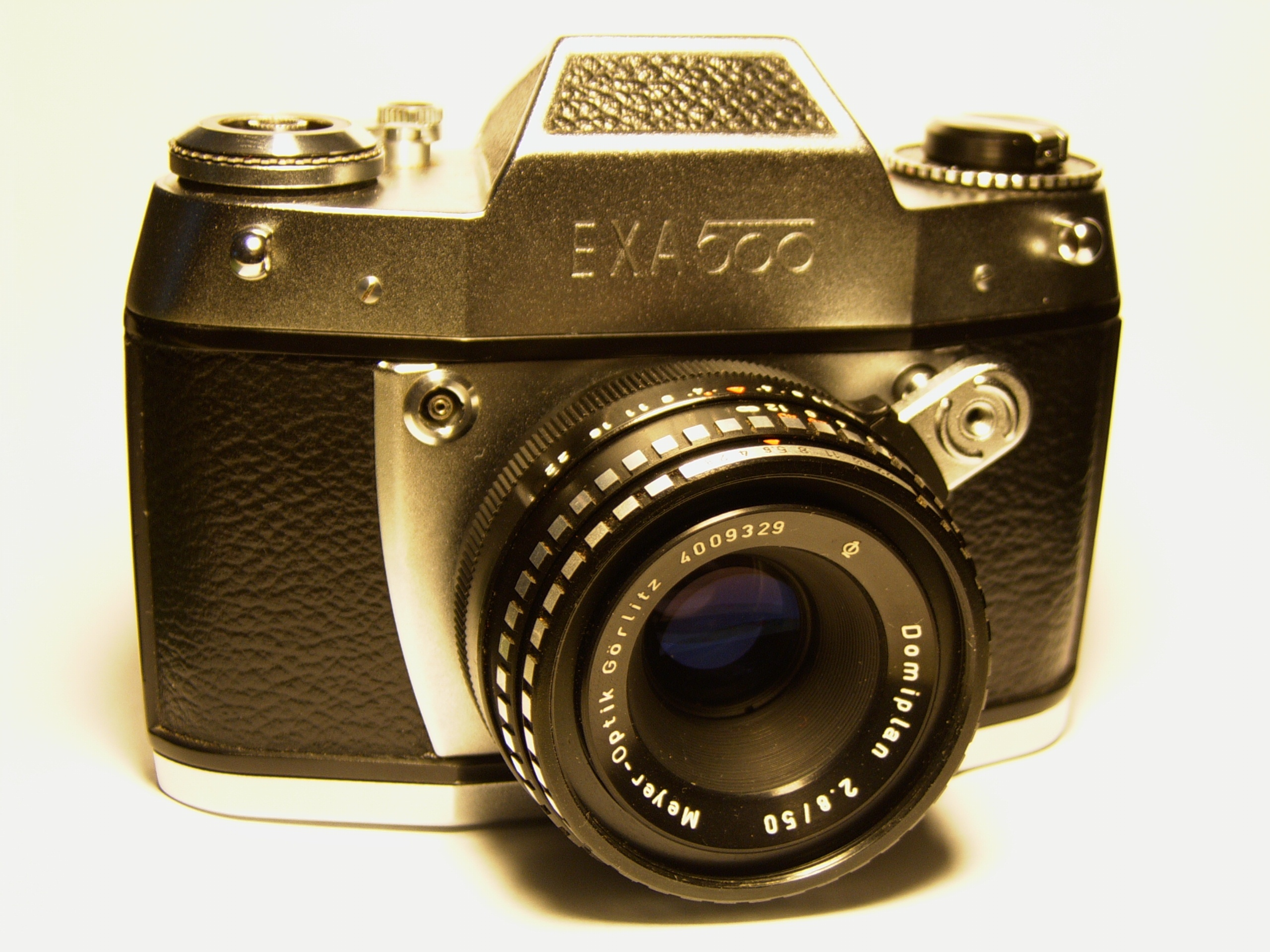
エクサ500。

イハゲー（Ihagee ）は1912年にオランダ人のヨハン・スティーンベルヘン（Johan Steenbergen ）によってドイツのドレスデンに創立されたカメラメーカーである。

イハゲーを代表する製品であるキネ・エキザクタ（Kine Exakta）とその後継機に採用されたエキザクタマウントは、後にトプコンRシリーズやマミヤのプリズマットシリーズにも採用され、多くのメーカーから多種多数の交換レンズが販売された。

## 歴史
- 1912年 - インドゥストリー・ウント・ハンデルスゲゼルシャフト（Industrie und Handelsgesellschaft、IHG）として創業。後に何度か社名変更しているが、当初の社名のイニシャル「IHG」のドイツ語読み「イーハーゲー」が正式社名となった。
- 1933年 - 127フィルム（ベスト判）を使用する4.5×6cm判の一眼レフカメラ、スタンダード・エキザクタ（Standerd Exakta）を製造発売。英語圏ではヴェスト・ポケット・エキザクタ（Vest Pocket Exakta）と呼ばれる。
- 1936年 - 135フィルム（ライカ判）を使用する24×36mm判の一眼レフカメラ、キネ・エキザクタ（Kine Exakta）を発売。設計責任者はカール・ニュヒターライン（Karl Nüchterlein）。金属製35ｍｍ一眼レフカメラとして世界初の製品である。旧ソ連のスポルト（Спорт）とどちらが世界初かという議論があったが、現在ではキネ・エキザクタをその後に続く数多の35mm一眼レフカメラの嚆矢とする見解が定着している[1]。キネ（ドイツ語: Kine、「映画」の意）とは、ライカ判フィルム（35mmフィルム）が、当時の映画用フィルムの標準サイズだったことに由来する。
- 1940年3月 - 軍需産業の下請をするためエクサクタの量産を終了する。その後、1943年末までに特殊な需要のため約400台のエクサクタを製造する[2]。
- 1942年 -1月1日にイハゲーのそれまでの工場がイハゲー・カメラヴェルク株式会社となり、オランダ人であった共同出資者の一人スティーンベルヘンの所有する資本は「敵国の財産に関する取り扱いの法令（1940年1月15日、1942年4月9日）」により取り上げられ、管財人の管理下に置かれた。不動産及び金融のための会社として「スティーンベルゲン＆Co.」なる合名会社が作られ、この合名会社からイハゲー・カメラヴェルクに30年間土地及び建物が貸し出される契約が結ばれる。同時にイハゲー・カメラヴェルクの機械に関する契約も結ばれ、毎年保障金をスティーンベルゲン合名会社に支払う事も規定された。これによりスティーンベルゲンはイハゲーから追放された形となったが、ドレスデンのオランダ領事も務めていたことから社屋内にある執務室に入ることを拒むことが出来なかったので、建物を改装し工場に直接行けないようにした[3]。
- 5月12日にスティーンベルヘンはイハゲーの労働者（及び自分自身）を助ける意味で基金を創設。多くの混乱を抱えながら1948年まで支払いは続けられた[4]。
この年、ニュヒターラインがドイツ国防軍に徴兵される。
- 1943年中頃 - スティーンベルヘンはナチスの迫害からユダヤ人である妻を守るためアメリカに亡命する[4]。
- 1945年 - 2月、破裂弾と焼夷弾によるドレスデン爆撃で大きな被害を受け、工場全てが焼失する。
- 4月、ニュヒターラインが作戦行動中行方不明となる。
- 5月7日、ドイツが西側連合国に無条件降伏する。

- 5月9日、ドイツがソ連に無条件降伏する。
- 5月22日、「わずか」80%しか燃えておらず増築できる可能性のあったツァイス・イコンのデルタ・ヴェルクの利用承認が得られた事でそこに移転している[5]。
- 10月30日、ソ連軍事政権の最高司令官の命令No.124により接収される事が決まる[6]。
- 11月、ソ連軍事政権との間でキネ・エキザクタの出荷による戦時賠償の交渉がベルリンのカールホルストで行われた[6]。
- 1946年 - 1月、戦争賠償用のキネ・エキザクタ2万台を受注。必要な機器と材料はソ連軍事政権からの援助で賄われ、製造コストはザクセン州が支払った[6]。
- 6月22日、オランダ軍事顧問団がドイツにおける連合国共同管理委員会に対し、ソ連軍事政権の最高司令官の命令No.124に対して抗議する旨を訴え、委員会は明白にイハゲーがオランダの所有物であることを確認した。そのため命令No.124はイハゲー・カメラヴェルクに対する法的根拠を失ったが、この命令は破棄されなかった[6]。
- 6月30日、ザクセン州国民投票でイハゲーが「国民の財産」に移管されることは無いという保証を得る[6]。また、秋にはソ連軍事政権の要望でイハゲー国民投票が行われたが、98%の従業員が国有化を望まなかったため、ソ連軍事政権及びザクセン州当局はこの結果を尊重することとした[6]。これによりイハゲー・カメラヴェルクは民間企業として存続出来ることとなった。
- 1948年 - 7月にザクセン州当局によりソ連軍事政権の最高司令官の命令No.124が破棄される[7]。
- 1949年もしくは1950年 - 役員会において製造部門を西側に移し、イハゲーの伝統を選抜された従業員と共に継続させようとする提案がなされるが、株主によって拒否された。理由は「カメラは輸出できるが人は輸出できない」からだと思われる[8]。
- 1950年 - 固定式ウエストレベルファインダーのキネ・エキザクタの後継機として、世界初のファインダー交換式35ｍｍ一眼レフカメラエクサクタ・ヴァレックス(Exakta Varex)を発売。また廉価版のエクサ・ヴァレックス(Exa Varex)がそれに先立って発売された。
- 1951年 - 3月1日以降イハゲー・カメラヴェルクに対する信託統治はオプティックVVBに移管されたが、経営権はイハゲー・カメラヴェルクの責任者であるマックス・ロックストロウが引き継いた。同時に「スティーンベルヘン＆Co.」の経営はオプティックVVBそのものが担当する事になった[9]。
- 1953年 - 東ドイツ政府はエクサの製造を生産力の余っていたVEBラインメタル・ズマダ（旧:メルセデス・ビュロマシンベルク・ズマダ）へ移管するよう指示。役員会は反対するが、秋には設備の移転と労働者の研修がズマダにて行われた[10]。
- 1958年 - 東ドイツ政府の方針でドレスデンの全てのカメラメーカーの輸出が「ドイチェ・エクスポート&インポート・ゲゼルシャフト」（略称:Dexy ）に集約され、輸出計画のほとんどが委ねられる事となった。これにより独自の代理店網は厳しい制限を受けた[8]。
- 1959年 - 西ドイツに戻ったスティーンベルヘンは、イハゲー、エクサクタ等の権利を取り戻すために活動を開始し、11月の株主総会で会社の所在地を東側のドレスデンから西側のフランクフルト・アム・マインに移転する決議がされた。これによりイハゲー・カメラヴェルク・フランクフルト・アム・マイン、いわゆる「イハゲー・ウエスト」が設立された[8]。
- 1960年 - 1月1日に東ドイツ政府から全権を委託された「VEBペンタコン・ドレスデン」が設立される。これによりイハゲー・カメラヴェルクは制約を受けることになった[11]。
またこの年には西ドイツの登記所にイハゲー・カメラヴェルク株式会社フランクフルト・アム・マインが登記され[8]、以降東西両ドイツにイハゲー・カメラヴェルクが並立することになった。
- 1961年- フランクフルト高等裁判所から、「Ihagee」、「Exakta」、「Exa」に関する商標権等がイハゲー・ウエストにあるとする決定が出されたのを機に、スティーンベルゲンはイハゲー・ウエストの本社機能を西ベルリンに移する[12]。
- 1963年- イハゲー・ウエストがケルンのフォトキナで新型エクサクタの６種類のプロトタイプを発表する[12]。
- 1964年 - 9月1日以降イハゲー・カメラヴェルクのプロトモデル部門を含む設計及び開発部門がVEBペンタコン・ドレスデンの傘下となった。但し所在地のみイハゲーの建物の中で変わらなかった[11]。
- 1966年 - イハゲー・ウエストがフォトキナでの発表から３年を経てエクサクタ・レアル(Exakta Real)を製造・販売したが、高価格な割に日本製一眼レフカメラ等と比べて機能面・価格面で見劣りがしたことなどから、商業的には成功しなかった[12]。
- 1967年 - 2月15日すでにVEBペンタコン・ドレスデンに移管されていたプロトモデル部門を含む設計及び開発部門が、VEBペンタコン・ドレスデンの中央研究開発部門に完全に移され、これによりイハゲー・カメラヴェルクの設計部門は消滅し、僅かに2名の従業員が改造サービスのため常駐するのみとなった[11]。
- ３月、ヨハン・スティーンベルヘンが死去し、ボンで埋葬された[13]。
- 1968年 - コンビナートVBEペンタコン・ドレスデンが設立され、その中央販売部フォト・キノにイハゲー・カメラヴェルクの全ての製品の販売が移管されただけでなく、イハゲー・カメラヴェルクの宣伝及び顧客サービス部門が組み込まれしまう。これによりイハゲー・カメラヴェルクの顧客サービス部門と広告部門は消滅し、しかもほとんど誰も中央販売部に異動しなかった[11]。
これによりイハゲー・カメラヴェルクは発言力の無い単なる一つの工場に成り果ててしまった。
- 1970年 - 東ドイツ政府はイハゲー・カメラヴェルクのシェアと成果が国有カメラ産業に脅威を及ぼすと考え、コンビナートVEBペンタコンとイハゲー・カメラヴェルクとの間で規制を拡大する契約を結ばせた。それによりイハゲー・カメラヴェルクは元々自前の物だったはずの建物、装置、機械器具をペンタコンから賃借する事になった。さらに材料及び在庫の売買はペンタコンのみと行うことが定められた。これによりイハゲー・カメラヴェルクは独立した企業としては存在できなくなり、事実上ペンタコンに吸収された[11]。
一方、西ドイツ国内の人件費や物価の高騰などに対応できなくなったイハゲー・ウエストは、新機種の自主開発からOEM機の販売へと路線を変更し、日本のコシナに製造を委託したエクサクタ・ツインTL(Exakta Twin TL)を発売した。
- 1971年 - この年以降イハゲー・カメラヴェルクは東側では登記上に措いてのみ存在し事実上消滅。建物はオブエクト（Objekt）と称されるコンビナートの製造基地となった[11]。しかし、その後もペンタコンによってエキザクタ及びエクサのシリーズは製造が続けられ[11]、エクサIcの生産が終了する1987年9月までその命脈を保った[14]。
- 1976年 - イハゲー・ウエストが、日本のペトリに製造を委託したエキザクタTL500を発売した。[15] 10月、イハゲー・カメラヴェルク株式会社フランクフルト・アム・マインが倒産し、会社登記が抹消された[11]。
- 1978年 -  イハゲー・ウエストが、ペトリに製造を委託していたエキザクタFE2000が発売された。[16]
- 1985年 - 1月1日をもってコンビナートVEBペンタコン・ドレスデンがコンビナートVEBカール・ツァイスの傘下となる[17]。
- 1990年 - ドイツ統一後の経済変化に対応できず競争力を失ったコンビナートVEBカール・ツァイスは、この年の初めから傘下に組み入れられていたコンビナート企業を自由にしていったが持ち堪えることができず、同年6月30日終焉を迎える。同日ペンタコンはコンビナートVEBカール・ツァイスから離脱、翌7月1日にペンタコン・ドレスデン有限会社カメラ＆キノベルケを設立。だがかつてVEBカメラ＆キノベルケ、VEBペンタコン、コンビナートVEBペンタコン時代に組み込まれた数多くの企業が再私有化を要求。そのためペンタコン・ドレスデンは瞬く間に衰退していった。ついに信託公社[注釈 1]がカメラ製造を中止する決議[注釈 2]を行い、10月2日のプレス発表文において解散が宣言された[19]。
ペンタコン・ドレスデンでは約5600人の従業員を1/4に削減して新型カメラの開発に着手し再建への道を歩み始めるまさに直前の出来事だった[18]。
- 1997年 - シュナイダー・クロイツナッハに吸収されシュナイダー・ドレスデンとして継承された[注釈 3]ことで、最後の機種であるプラクチカBX20sの生産が続けられ、かろうじて僅かながらもイハゲー・カメラヴェルクの命脈が保たれた[22]。

## 120フィルム使用カメラ
エキザクタシリーズに関してはエキザクタを参照のこと。

## 127フィルム使用カメラ
エキザクタシリーズに関してはエキザクタを参照のこと。
- ウルトリックス（Ultrix 、1928年頃発売） - 蛇腹を使わず二重の直進ヘリコイドによりピンチ合わせを行なう等、当時のベストセラーであったヴェスト・ポケット・コダックの模倣にならない独自の機構を持っている。

## 135フィルム使用カメラ
エキザクタシリーズに関してはエキザクタを参照のこと。